# Sojuzmultfilm
Sojuzmultfilm (ros. Союзмультфильм) – radzieckie studio filmowe założone w Moskwie 10 czerwca 1936 roku. Studio stworzyło m.in. takie kreskówki jak Wilk i Zając, Kiwaczek, Muzykanci z Bremy, Kubuś Puchatek itp. Studio stworzyło ogółem 1523 filmy. Wytwórnia również dubbingowała filmy zagraniczne (zwłaszcza francuskie).
Z Sojuzmultfilmem współpracowali m.in. Roman Kaczanow, Wiaczesław Kotionoczkin, Kłara Rumianowa, Iwan Iwanow-Wano, Jurij Norsztein, Aleksandr Putsko, Stanisław Sokołow, Władimir Arbiekow, Władimir Kutuzow, Władimir Tarasow, Walerij Ugarow, Władimir Zarubin, Leonid Kajukow, Wiktor Arsentiew, Oleg Komarow itd.
Przez 60 lat studio było najpopularniejszym studiem filmów animowanych w Rosji. „Złota era” Sojuzmultfilmu zakończyła się w połowie lat dziewięćdziesiątych, choć w XXI wieku wyprodukowano kilka filmów.

## Wybrane filmy
- Zwycięskie przeznaczenie (1939)
- Kino-Cyrk (1942)
- Bajka o carze Sałtanie (1943)
- Konik Garbusek (1947)
- Szara szyjka (1948)
- Mistrz narciarski (1948)
- Gęsi Baby-Jagi (1949)
- Kukułka i szpak (1949)
- Lew i zając (1949)
- Koncert Zosi (1949)
- Pan Wilk (1949)
- Czarodziejski dzwoneczek (1949)
- Wiosenna bajka (1949)
- Żółty bocian (1950)
- Gdy na choinkach zapalają się ognie (1950)
- Jak lisica budowała kurnik (1950)
- Jeleń i wilk (1950)
- Bajka o rybaku i rybce (1950)
- Cudowny młyn (1950)
- Na wysokiej górze (1951)
- Noc wigilijna (1951)
- Serce śmiałka (1951)
- Bajka o królewnie i siedmiu rycerzach (1951)
- Opowieść z tajgi (1951)
- Szkarłatny kwiat (1952)
- Wyrwidąb (1952)
- Kasztanka (1952)
- Sarmiko (1952)
- Śnieżka (1952)
- Bracia Lu (1953)
- Farbowany lis (1953)
- Lot na Księżyc (1953)
- O dzielnej Oleńce i jej braciszku (1953)
- W leśnej gęstwinie (1954)
- Złota antylopa (1954)
- Weseli łowcy (1954)
- Brudasy, strzeżcie się! (1954)
- Opowieść o polnych kurkach (1954)
- Słomiany byczek (1954)
- Wszystkie drogi prowadzą do bajki (1954)
- Skarb jeżyka (1954)
- Królewna żabka (1954)
- Cudowna podróż (1955)
- Wilk i siedem kózek (1957)
- Królowa Śniegu (1957)
- Piotruś i Czerwony Kapturek (1958)
- Przygody Buratina (1959)
- To ja narysowałem ludzika (1960)
- Dzikie łabędzie (1962)
- Historia pewnego przestępstwa (1962)
- Gol! Gol! (1964)
- Mańkut (1964)
- Pastereczka i kominiarczyk (1965)
- Rikki-Tikki-Tavi (1965)
- Samyj, samyj, samyj, samyj (1966)
- Hej-hop! Hej-hop! (1967)
- Jak można najszybciej urosnąć (1967)
- Film, film, film (1968)
- Koziołek liczy do dziesięciu (1968)
- Małysz i Karlson (1968)
- Balerina na łodzi (1969)
- Czterej muzykanci z Bremy (1969)
- Kapryśna królewna (1969)
- Kubuś Puchatek (1969)
- Krokodyl Giena (1969)
- Filmy z serii Wesoła karuzela (1969-2015)
- Powrót Karlsona (1970)
- Słodka bajeczka (1970)
- Kubuś Puchatek idzie w gości (1971)
- Pieśni lat pożogi (1971)
- Bitwa nad Kierżeńcem (1971)
- Noworoczna bajka (1972)
- Oraz elektryfikacja (1972)
- Ave Maria (1972)
- Kubuś Puchatek i jego troski (1972)
- Pasikonik (1972)
- Maugli (1973)
- Wyspa (1973)
- Bajka o popie i parobku jego Bałdzie (1973)
- Dziadek do orzechów (1973)
- Czapla i żuraw (1974)
- Jak zając Szaraczek zaprzyjaźnił się ze źródełkiem (1974)
- Szapoklak (1974)
- Jeżyk we mgle (1975)
- Tęcza (1975)
- Naprzód marsz, już czas! (1977)
- Och i Ach wędrują w świat (1977)
- Słoneczko na nitce (1977)
- Zgubiony pieniążek (1977)
- O tym, jak Masza pokłóciła się z poduszką (1977)
- Masza już nie jest leniuszkiem (1978)
- Myszka Pik (1978)
- Troje z Prostokwaszyna (1978)
- Bajka bajek (1979)
- Strzelnica (1979)
- Gaduła (1980)
- Wakacje w Prostokwaszynie (1980)
- Ostatnie polowanie (1982)
- Był sobie pies (1982)
- Jak przyjaciel, to przyjaciel (1982)
- Leśny kwartet (1982)
- Kiwaczek idzie do szkoły (1983)
- Obrazki z wystawy (1984)
- Zima w Prostokwaszynie (1984)
- Bajka o carze Sałtanie (1984)
- Zając, który dawał sobie rady (1988)